# Rubí
Rubí ist eine katalanische Stadt in der Provinz Barcelona im Nordosten Spaniens. Sie liegt in der Comarca Vallès Occidental im Hinterland von Barcelona, etwa 25 km vom Meer entfernt, und ist nach Terrassa, Sabadell und Sant Cugat del Vallès die viertgrößte Stadt der Comarca. Rubí hat 81.532 Einwohner (Stand: 2024).
Rubí grenzt im Norden an Terrassa, im Osten liegen Sabadell, Sant Quirze und Sant Cugat und westlich Ullastrell und Castellbisbal.
Der Name Rubí stammt aus der lateinischen Bezeichnung für das Dorf Rivo Rubeo, welcher als „roter Fluss“ übersetzt werden könnte.

## Geschichte
Der griechische Geograph Ptolemäus erwähnte im Jahre 2 zum ersten Mal ein Rubicata, das sich jedoch nicht exakt Rubí zuordnen lässt. In der christlichen Frühgeschichte wird Rubí vom Kloster in Sant Cugat aus besiedelt.

## Wirtschaft
Für die Entwicklung der Stadt ist vor allem die Textilindustrie von Bedeutung. Ein markanter Punkt ist die Überschwemmungskatastrophe von 1963, die über 700 Menschenleben kostete. In den folgenden Jahren siedelten sich mehr und mehr Betriebe der elektrotechnischen und metallverarbeitenden Industrie an (beispielsweise Continental, Siemens und AEG) und verdrängten die Textilindustrie von ihrer Führungsposition.

## Demographie

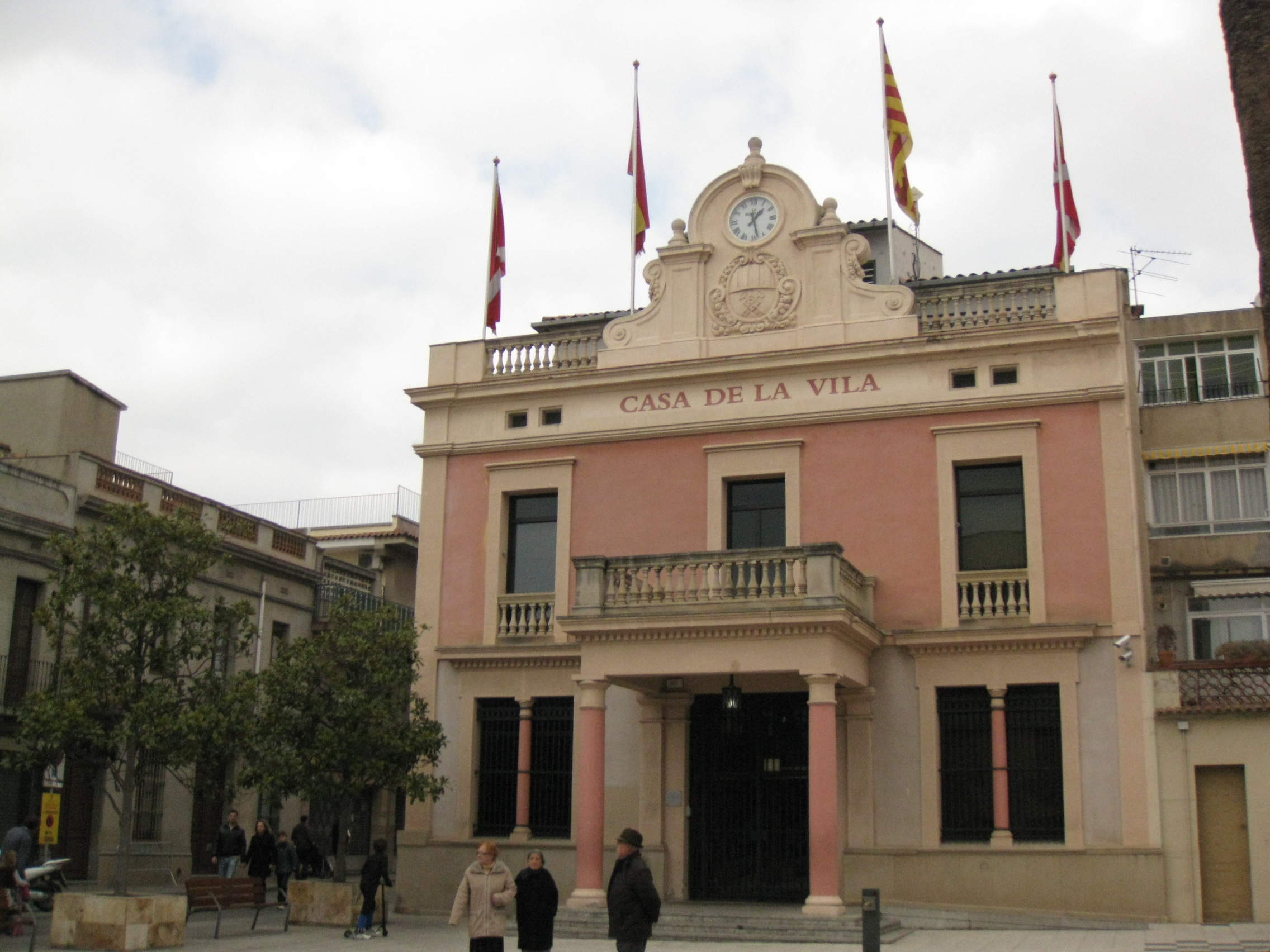
Das Rathaus der Stadt Rubí

Die Stadt ist von einigen tausend Einwohnern Anfang des 20. Jahrhunderts (1900: 4400) auf 70747 Einwohner angewachsen (Stichtag: 20. Juli 2006; 1991 waren es noch 50405).

## Stadtgliederung
Die Gemeinde Rubí, die etwa 32 Quadratkilometern zählt, ist in 6 Bezirke unterteilt:
Bezirk I: Umfasst die nordwestlichen Wohngebiete. Mit 6.382 Einwohnern, entspricht 8,7 % der Gesamtbevölkerung. Die Wohngebiete (urbanitzacions) des Bezirks I sind:
- Sant Muç
- Castellnou
- Can Mir

Bezirk II: Umfasst die Wohnviertel und -gebiete des westlichen Uferteils der Riera de Rubí. Mit 8.856 Einwohnern entspricht 12,1 % der Gesamtbevölkerung. Schließt folgende Wohnviertel ein:
- Can Fatjó
- Sant Jordi Park

und folgende Wohngebiete:
- Can Serrafossà
- Els Avets
- La Perla del Vallès
- Can Ximelis

Bezirk III: Umfasst die Stadtteile des Süden. 15.748 Einwohner, d. h. 21,6 %, wohnen in diesem Bezirk. Schließt die Viertel
- Ca n'Alzamora
- Les Torres
- 25 de setembre
- Progrés
- Can Vallhonrat

ein.
Bezirk IV: Umfasst folgende Viertel:
- Rubí-Centre
- Casc Antic
- Ajuntament
- Jutjats
- Zona Ateneu

Bezirk V: Umfasst folgende Viertel:
- Zona Nord
- La Serreta
- Ca n’Oriol
- Can Rosés

Bezirk VI: Umfasst folgende Viertel:
- El Celler
- Mercat
- Maristes
- Zona Inem

Die Bezirke IV, V i VI sind flächenmäßig die kleinsten aber gleichzeitig die bevölkerungsreichsten. In den 3 Bezirken wohnen 42.001 Einwohner, d. h., 57,5 % der Gesamtbevölkerung Rubís.
Industriegebiete Rubís
- La Llana (Nordwest)
- Can Rosés, La Bastida (Nordost)
- Can Pi de Vilaroc, Can Jardí, Rubí Sud, Cova Solera (Süd)
- Can Sant Joan de Rubí (Ost)

## Verwaltung
Rubí wird von einer Koalition bestehend aus Esquerra Republicana de Catalunya (ERC, nationalistische Linke), Convergència i Unió (CiU, bürgerliche Nationalisten) und Partit dels Socialistes de Catalunya (PSC, Sozialistische Partei Kataloniens) regiert. Bürgermeisterin ist Carme García Lores.

## Söhne und Töchter der Stadt
- Ricardo Margarit (1884–1974), Ruderer
- Jordi Torres (* 1987), Motorradrennfahrer
- Beatriz Ortiz (* 1995), Wasserballspielerin
- Elena Ruiz (* 2004), Wasserballspielerin